# Hemiboea follicularis
Hemiboea follicularis är en tvåhjärtbladig växtart som beskrevs av Charles Baron Clarke. Hemiboea follicularis ingår i släktet Hemiboea och familjen Gesneriaceae. Inga underarter finns listade i Catalogue of Life.